# Bidessus fulgidus
Bidessus fulgidus är en skalbaggsart som beskrevs av Omer-cooper 1974. Bidessus fulgidus ingår i släktet Bidessus och familjen dykare. Inga underarter finns listade i Catalogue of Life.